# Kalpa
Kalpa es un término sánscrito que significa eón o largo período y es utilizado principalmente en las cosmogonías budista e hinduista.

## Según el budismo
En el budismo existen cuatro tipos diferentes de kalpas:
- el kalpa de uso más común dura unos 16 millones de años;
- un kalpa de corta duración mide unos 1000 kalpa comunes, o sea 16 000 millones de años;
- un kalpa de tamaño medio dura unos 320 000 millones de años (0.32 billones de años), equivalente a unos 20 kalpas cortos;
- un gran kalpa dura unos 4 kalpas de tamaño medio, unos 1.28 billones de años.

Buda Gautama no habló sobre la duración exacta de un kalpa en años, pero ofreció varias analogías para calcularlo:

Imagina un enorme cubo vacío en el inicio de un kalpa, con una longitud de aristas de unos 25,6 km; una vez cada cien años, insertamos una pepita de mostaza en el cubo. Cuando el cubo se llene, el kalpa terminará.
Buda

Imagina una montaña de roca con unas medidas de 26 km de anchura por 26 km de longitud y 26 km de altura. Tomamos un pequeño trozo de tela y la frotamos con él una vez cada 100 años. Cuando la montaña desaparezca desgastada, el kalpa terminará.
Buda

En una ocasión, varios monjes quisieron saber cuantos kalpas habían transcurrido hasta la fecha. Buda les dio una analogía sorprendente:

Si cuentas el número total de granos de arena de las profundidades del río Ganges, desde donde comienza hasta donde desemboca en el mar, incluso ese número será menor que el número de kalpas que ya han transcurrido.
Buda

## Según el hinduismo
De acuerdo al texto épico-mitológico hinduista Majabhárat (del siglo III a. C.), un kalpa es un día (las 12 horas de vigilia) del dios Brahmā de cuatro cabezas y equivale a 4320 millones de años terrestres.
Dos kalpas constituyen un día y una noche (o sea, 24 horas) de Brahmā.
30 de estos «días» de 24 horas forman un mes de Brahmā, que equivalen a 259 200 millones de años terrestres.
12 meses de Brahmā constituyen uno de sus años y 100 de esos años representan la duración de la vida de Brahmā.
El Majabárat afirma que han transcurrido ya 50 años de Brahmā y estamos ahora transcurriendo el año número 51, que se llama kalpa shueta-varaja (‘el eón del [avatar] Jabalí blanco’). Al final de un kalpa, el dios Brahmā muere y desaparece el mundo que él creó.

### El «Libro Guiness de los récords»
El Libro Guinness de los récords incluye el kalpa hinduista de 4320 millones de años como la mayor medida de tiempo de la que se tiene referencia.

### Según los brahma kumaris
Según el joyero indio Lejrash Kirpalani (1884-1969) ―creador de la secta hinduista Brahma Kumaris― el kalpa no duraría 4320 millones de años terrestres (como afirman las escrituras sagradas hinduistas) ni tampoco sería la duración de un solo día en la vida del dios Brahmā, sino que duraría solo 5000 años terrestres y sería la duración de la vida del alma en la Tierra.
Consideran que el hogar del alma no es la Tierra, sino la morada suprema, Paramdham, y allí las almas residen con el dios Shiva y luego cada uno a su tiempo desciende a la Tierra para tomar un cuerpo, reencarnar y así poblar este mundo material.
El ciclo completo de un alma en el mundo, el kalpa, dura 5000 años y está dividido en cuatro partes iguales:
- la edad de oro (satia-iuga o era de la verdad, de 1250 años)
- la edad de plata (duapara-iuga o segunda era, de 1250 años)
- la edad del cobre (treta-iuga o tercera era, de 1250 años, en la que aparecen los fundadores de las «religiones corporales» principales:
  - la religión judía (por Abraham, hacia el siglo VII a. C.)
  - la religión budista (por Buda, hacia el siglo IV a. C.)
  - la religión cristiana por Cristo (hacia el siglo I d. C.) y
  - la religión musulmana (por Mahoma [571-632])
- la edad de hierro (1250 años, entre 632 y 1882), que es cuando el mundo alcanza su máxima degradación en todos los niveles.

En ese año, el dios Shiva descendería sobre la Tierra y adoptaría un cuerpo incógnito para muchos y daría todo el conocimiento del verdadero raya ioga, el verdadero Gita (texto hinduista del siglo III a. C.), para que antes de la destrucción del mundo sus devotos se nutrieran de este conocimiento y retornaran al hogar olvidado, Param-dham (la ‘morada suprema’).
Como en el siglo XIX no sucedió el fin del mundo, la organización ha realizado varias predicciones fallidas sobre la violenta destrucción del mundo entre 1987 y 2008.